# 2002–2003-as UEFA-bajnokok ligája (második csoportkör)
A 2002–2003-as UEFA-bajnokok ligája második csoportkörének mérkőzéseit 2002. november 26. és 2003. március 19. között játszották le.
A második csoportkörben az a 16 csapat vett részt, amelyek a csoportkör során a saját csoportjuk első két helyének valamelyikén végeztek. A csoportokban a csapatok körmérkőzéses, oda-visszavágós rendszerben mérkőztek meg egymással. A csoportok első két helyezettje az egyenes kieséses szakaszba jutott. A harmadik és negyedik helyezettek kiestek.

## Sorsolás
A sorsolás előtt a csapatokat négy kalapba sorolták a csoportkörbeli helyezések és az UEFA-együtthatók sorrendjében. Az első két kalapba kerültek a csoportkör első helyezettjei, a 3. és 4. kalapba a második helyezettek. Minden kalapból minden csoportba egy-egy csapatot sorsoltak. Egy csoportba nem kerülhetett két azonos nemzetiségű csapat.
| Csapat                | Együttható | Kalap |
| --------------------- | ---------- | ----- |
| Real Madrid (címvédő) | 147,223    | 1     |
| Manchester United     | 111,899    | 1     |
| FC Barcelona          | 116,233    | 1     |
| Valencia CF           | 106,233    | 1     |
| Juventus              | 91,334     | 2     |
| Arsenal               | 90,729     | 2     |
| Internazionale        | 88,334     | 2     |
| AC Milan              | 69,334     | 2     |

| Csapat              | Együttható | Kalap |
| ------------------- | ---------- | ----- |
| Deportivo La Coruña | 82,233     | 3     |
| Bayer Leverkusen    | 81,495     | 3     |
| AS Roma             | 77,334     | 3     |
| Borussia Dortmund   | 73,495     | 3     |
| Lokomotyiv Moszkva  | 57,645     | 4     |
| Ajax                | 48,082     | 4     |
| Newcastle United    | 43,729     | 4     |
| FC Basel            | 14,312     | 4     |

## Csoportok

### Sorrend meghatározása
Ha két vagy több csapat a csoportmérkőzések után azonos pontszámmal állt, az alábbiak alapján kellett meghatározni a sorrendet:
1. az azonosan álló csapatok mérkőzésein szerzett több pont
2. az azonosan álló csapatok mérkőzésein elért jobb gólkülönbség
3. az azonosan álló csapatok mérkőzésein idegenben szerzett több gól
4. az összes mérkőzésen elért jobb gólkülönbség
5. az összes mérkőzésen szerzett több gól
6. az azonosan álló csapatok és nemzeti szövetségük jobb UEFA-együtthatója az előző öt évben

Az időpontok közép-európai idő/közép-európai nyári idő szerint értendők.

### A csoport
| Hely. | Csapat           | M | Gy | D | V | G+ | G– | Gk  | P  | Továbbjutás                                |     | BAR | INT | NEW | LEV |
| ----- | ---------------- | - | -- | - | - | -- | -- | --- | -- | ------------------------------------------ | --- | --- | --- | --- | --- |
| 1.    | FC Barcelona     | 6 | 5  | 1 | 0 | 12 | 2  | +10 | 16 | Továbbjutott az egyenes kieséses szakaszba |     | —   | 3–0 | 3–1 | 2–0 |
| 2.    | Internazionale   | 6 | 3  | 2 | 1 | 11 | 8  | +3  | 11 | Továbbjutott az egyenes kieséses szakaszba |     | 0–0 | —   | 2–2 | 3–2 |
| 3.    | Newcastle United | 6 | 2  | 1 | 3 | 10 | 13 | −3  | 7  |                                            |     | 0–2 | 1–4 | —   | 3–1 |
| 4.    | Bayer Leverkusen | 6 | 0  | 0 | 6 | 5  | 15 | −10 | 0  |                                            | 1–2 | 0–2 | 1–3 | —   |     |

| 2002. november 27. 20:45 |

| Bayer Leverkusen | 1–2               | FC Barcelona             |
| ---------------- | ----------------- | ------------------------ |
| Berbatov 39'     | (1–0) Jegyzőkönyv | Saviola 48' Overmars 88' |

| BayArena, Leverkusen Nézőszám: 20 000 Játékvezető: Kyros Vassaras (görög) |

| 2002. november 27. 20:45 |

| Newcastle United | 1–4               | Internazionale                              |
| ---------------- | ----------------- | ------------------------------------------- |
| Solano 72'       | (0–3) Jegyzőkönyv | Morfeo 2' Almeyda 35' Crespo 45' Recoba 81' |

| St. James' Park, Newcastle Játékvezető: Stéphane Bré (francia) |

| 2002. december 10. 20:45 |

| Internazionale                     | 3–2               | Bayer Leverkusen        |
| ---------------------------------- | ----------------- | ----------------------- |
| Di Biagio 15' 27' Butt 80' (öngól) | (2–0) Jegyzőkönyv | Živković 63' França 90' |

| San Siro, Milánó Játékvezető: Hugh Dallas (skót) |

| 2002. december 11. 20:45 |

| FC Barcelona                          | 3–1               | Newcastle United |
| ------------------------------------- | ----------------- | ---------------- |
| Dani García 7' Kluivert 35' Motta 58' | (2–1) Jegyzőkönyv | Ameobi 24'       |

| Camp Nou, Barcelona Nézőszám: 45 100 Játékvezető: Frank De Bleeckere (belga) |

| 2003. február 18. 20:45 |

| FC Barcelona                     | 3–0               | Internazionale |
| -------------------------------- | ----------------- | -------------- |
| Saviola 7' Cocu 29' Kluivert 67' | (2–0) Jegyzőkönyv |                |

| Camp Nou, Barcelona Nézőszám: 80 000 Játékvezető: Anders Frisk (svéd) |

| 2003. február 18. 20:45 |

| Bayer Leverkusen | 1–3               | Newcastle United          |
| ---------------- | ----------------- | ------------------------- |
| França 26'       | (1–3) Jegyzőkönyv | Ameobi 15' 16' LuaLua 32' |

| BayArena, Leverkusen Játékvezető: Terje Hauge (norvég) |

| 2003. február 26. 20:45 |

| Internazionale | 0–0         | FC Barcelona |
| -------------- | ----------- | ------------ |
|                | Jegyzőkönyv |              |

| San Siro, Milánó Nézőszám: 71 740 Játékvezető: Urs Meier (svájci) |

| 2003. február 26. 20:45 |

| Newcastle United              | 3–1               | Bayer Leverkusen |
| ----------------------------- | ----------------- | ---------------- |
| Shearer 5' 11' 36' (11-esből) | (3–0) Jegyzőkönyv | Babić 73'        |

| St James' Park, Newcastle Játékvezető: Claus Bo Larsen (dán) |

| 2003. március 11. 20:45 |

| FC Barcelona            | 2–0               | Bayer Leverkusen |
| ----------------------- | ----------------- | ---------------- |
| Saviola 17' De Boer 49' | (1–0) Jegyzőkönyv |                  |

| Camp Nou, Barcelona Nézőszám: 62 228 Játékvezető: Stéphane Bré (francia) |

| 2003. március 11. 20:45 |

| Internazionale        | 2–2               | Newcastle United |
| --------------------- | ----------------- | ---------------- |
| Vieri 47' Córdoba 61' | (0–1) Jegyzőkönyv | Shearer 42' 49'  |

| San Siro, Milánó Játékvezető: Lucílio Batista (portugál) |

| 2003. március 19. 20:45 |

| Bayer Leverkusen | 0–2               | Internazionale       |
| ---------------- | ----------------- | -------------------- |
|                  | (0–1) Jegyzőkönyv | Martins 36' Emre 90' |

| BayArena, Leverkusen Játékvezető: Valentin Ivanov (orosz) |

| 2003. március 19. 20:45 |

| Newcastle United | 0–2               | FC Barcelona           |
| ---------------- | ----------------- | ---------------------- |
|                  | (0–0) Jegyzőkönyv | Kluivert 60' Motta 75' |

| St James' Park, Newcastle Nézőszám: 51 884 Játékvezető: Jan Wegereef (holland) |

### B csoport
| Hely. | Csapat      | M | Gy | D | V | G+ | G– | Gk | P | Továbbjutás                                |     | VAL | AJX | ARS | ROM |
| ----- | ----------- | - | -- | - | - | -- | -- | -- | - | ------------------------------------------ | --- | --- | --- | --- | --- |
| 1.    | Valencia CF | 6 | 2  | 3 | 1 | 5  | 6  | −1 | 9 | Továbbjutott az egyenes kieséses szakaszba |     | —   | 1–1 | 2–1 | 0–3 |
| 2.    | Ajax        | 6 | 1  | 5 | 0 | 6  | 5  | +1 | 8 | Továbbjutott az egyenes kieséses szakaszba |     | 1–1 | —   | 0–0 | 2–1 |
| 3.    | Arsenal     | 6 | 1  | 4 | 1 | 6  | 5  | +1 | 7 |                                            |     | 0–0 | 1–1 | —   | 1–1 |
| 4.    | AS Roma     | 6 | 1  | 2 | 3 | 7  | 8  | −1 | 5 |                                            | 0–1 | 1–1 | 1–3 | —   |     |

| 2002. november 27. 20:45 |

| AS Roma    | 1–3               | Arsenal          |
| ---------- | ----------------- | ---------------- |
| Cassano 4' | (1–1) Jegyzőkönyv | Henry 6' 70' 75' |

| Olimpiai Stadion, Róma Nézőszám: 70 000 Játékvezető: Ľuboš Micheľ (szlovák) |

| 2002. november 27. 20:45 |

| Valencia CF | 1–1               | Ajax            |
| ----------- | ----------------- | --------------- |
| Angulo 90'  | (0–0) Jegyzőkönyv | Ibrahimović 89' |

| Estadio Mestalla, Valencia Nézőszám: 48 000 Játékvezető: Gilles Veissière (francia) |

| 2002. december 10. 20:45 |

| Ajax                         | 2–1               | AS Roma       |
| ---------------------------- | ----------------- | ------------- |
| Ibrahimović 11' Litmanen 66' | (1–0) Jegyzőkönyv | Batistuta 89' |

| Amsterdam Arena, Amszterdam Nézőszám: 50 148 Játékvezető: Markus Merk (német) |

| 2002. december 10. 20:45 |

| Arsenal | 0–0         | Valencia CF |
| ------- | ----------- | ----------- |
|         | Jegyzőkönyv |             |

| Highbury, London Nézőszám: 34 793 Játékvezető: Kim Milton Nielsen (dán) |

| 2003. február 18. 20:45 |

| Arsenal    | 1–1               | Ajax        |
| ---------- | ----------------- | ----------- |
| Wiltord 5' | (1–1) Jegyzőkönyv | De Jong 17' |

| Highbury, London Nézőszám: 35 427 Játékvezető: Lucílio Batista (portugál) |

| 2003. február 18. 20:45 |

| AS Roma | 0–1               | Valencia CF |
| ------- | ----------------- | ----------- |
|         | (0–0) Jegyzőkönyv | Carew 78'   |

| Olimpiai Stadion, Róma Nézőszám: 31 000 Játékvezető: Wolfgang Stark (német) |

| 2003. február 26. 20:45 |

| Ajax | 0–0         | Arsenal |
| ---- | ----------- | ------- |
|      | Jegyzőkönyv |         |

| Amsterdam Arena, Amszterdam Nézőszám: 51 500 Játékvezető: Valentin Ivanov (orosz) |

| 2003. február 26. 20:45 |

| Valencia CF | 0–3               | AS Roma                   |
| ----------- | ----------------- | ------------------------- |
|             | (0–3) Jegyzőkönyv | Totti 24' 30' Emerson 36' |

| Estadio Mestalla, Valencia Nézőszám: 35 000 Játékvezető: Frank De Bleeckere (belga) |

| 2003. március 11. 20:45 |

| Ajax        | 1–1               | Valencia CF                  |
| ----------- | ----------------- | ---------------------------- |
| Pasanen 56' | (0–1) Jegyzőkönyv | Kily González 28' (11-esből) |

| Amsterdam Arena, Amszterdam Játékvezető: Ľuboš Micheľ (szlovák) |

| 2003. március 11. 20:45 |

| Arsenal    | 1–1               | AS Roma       |
| ---------- | ----------------- | ------------- |
| Vieira 12' | (1–1) Jegyzőkönyv | Cassano 45+2' |

| Highbury, London Nézőszám: 35 472 Játékvezető: Urs Meier (svájci) |

| 2003. március 19. 20:45 |

| AS Roma     | 1–1               | Ajax             |
| ----------- | ----------------- | ---------------- |
| Cassano 23' | (1–1) Jegyzőkönyv | Van der Meyde 1' |

| Olimpiai Stadion, Róma Nézőszám: 62 000 Játékvezető: Herbert Fandel (német) |

| 2003. március 19. 20:45 |

| Valencia CF   | 2–1               | Arsenal   |
| ------------- | ----------------- | --------- |
| Carew 34' 57' | (1–0) Jegyzőkönyv | Henry 49' |

| Estadio Mestalla, Valencia Nézőszám: 50 000 Játékvezető: Kyros Vassaras (görög) |

### C csoport
| Hely. | Csapat             | M | Gy | D | V | G+ | G– | Gk | P  | Továbbjutás                                |     | MIL | RMA | DOR | LMO |
| ----- | ------------------ | - | -- | - | - | -- | -- | -- | -- | ------------------------------------------ | --- | --- | --- | --- | --- |
| 1.    | AC Milan           | 6 | 4  | 0 | 2 | 5  | 4  | +1 | 12 | Továbbjutott az egyenes kieséses szakaszba |     | —   | 1–0 | 0–1 | 1–0 |
| 2.    | Real Madrid        | 6 | 3  | 2 | 1 | 9  | 6  | +3 | 11 | Továbbjutott az egyenes kieséses szakaszba |     | 3–1 | —   | 2–1 | 2–2 |
| 3.    | Borussia Dortmund  | 6 | 3  | 1 | 2 | 8  | 5  | +3 | 10 |                                            |     | 0–1 | 1–1 | —   | 3–0 |
| 4.    | Lokomotyiv Moszkva | 6 | 0  | 1 | 5 | 3  | 10 | −7 | 1  |                                            | 0–1 | 0–1 | 1–2 | —   |     |

| 2002. november 26. 18:45 |

| Lokomotyiv Moszkva | 1–2               | Borussia Dortmund     |
| ------------------ | ----------------- | --------------------- |
| Ignashevich 31'    | (1–2) Jegyzőkönyv | Frings 33' Koller 43' |

| Lokomotiv Stadion, Moszkva Játékvezető: René Temmink (holland) |

| 2002. november 26. 20:45 |

| AC Milan       | 1–0               | Real Madrid |
| -------------- | ----------------- | ----------- |
| Shevchenko 40' | (1–0) Jegyzőkönyv |             |

| San Siro, Milánó Nézőszám: 75 777 Játékvezető: Urs Meier (svájci) |

| 2002. december 11. 20:45 |

| Borussia Dortmund | 0–1               | AC Milan    |
| ----------------- | ----------------- | ----------- |
|                   | (0–0) Jegyzőkönyv | Inzaghi 49' |

| Westfalenstadion, Dortmund Játékvezető: Anders Frisk (svéd) |

| 2002. december 11. 20:45 |

| Real Madrid  | 2–2               | Lokomotyiv Moszkva     |
| ------------ | ----------------- | ---------------------- |
| Raúl 21' 76' | (1–0) Jegyzőkönyv | Obiorah 47' Mnguni 74' |

| Santiago Bernabéu Stadium, Madrid Játékvezető: Graham Barber (angol) |

| 2003. február 19. 20:45 |

| Real Madrid          | 2–1               | Borussia Dortmund |
| -------------------- | ----------------- | ----------------- |
| Raúl 43' Ronaldo 56' | (1–1) Jegyzőkönyv | Koller 30'        |

| Santiago Bernabéu Stadium, Madrid Játékvezető: Ľuboš Micheľ (szlovák) |

| 2003. február 19. 20:45 |

| AC Milan     | 1–0               | Lokomotyiv Moszkva |
| ------------ | ----------------- | ------------------ |
| Tomasson 62' | (0–0) Jegyzőkönyv |                    |

| San Siro, Milánó Nézőszám: 72 028 Játékvezető: Gilles Veissière (francia) |

| 2003. február 25. 18:00 |

| Lokomotyiv Moszkva | 0–1               | AC Milan               |
| ------------------ | ----------------- | ---------------------- |
|                    | (0–1) Jegyzőkönyv | Rivaldo 34' (11-esből) |

| Lokomotiv Stadion, Moszkva Nézőszám: 30 000 Játékvezető: Kyros Vassaras (görög) |

| 2003. február 25. 20:45 |

| Borussia Dortmund | 1–1               | Real Madrid    |
| ----------------- | ----------------- | -------------- |
| Koller 23'        | (1–0) Jegyzőkönyv | Portillo 90+2' |

| Westfalenstadion, Dortmund Játékvezető: Graham Poll (angol) |

| 2003. március 12. 20:45 |

| Real Madrid           | 3–1               | AC Milan    |
| --------------------- | ----------------- | ----------- |
| Raúl 12' 57' Guti 86' | (1–0) Jegyzőkönyv | Rivaldo 81' |

| Santiago Bernabéu Stadium, Madrid Nézőszám: 75 000 Játékvezető: Kim Milton Nielsen (dán) |

| 2003. március 12. 20:45 |

| Borussia Dortmund                 | 3–0               | Lokomotyiv Moszkva |
| --------------------------------- | ----------------- | ------------------ |
| Frings 39' Koller 58' Amoroso 66' | (1–0) Jegyzőkönyv |                    |

| Westfalenstadion, Dortmund Játékvezető: Frank De Bleeckere (belga) |

| 2003. március 18. 20:45 |

| AC Milan | 0–1               | Borussia Dortmund |
| -------- | ----------------- | ----------------- |
|          | (0–0) Jegyzőkönyv | Koller 80'        |

| San Siro, Milánó Játékvezető: Graham Barber (angol) |

| 2003. március 18. 18:30 |

| Lokomotyiv Moszkva | 0–1               | Real Madrid |
| ------------------ | ----------------- | ----------- |
|                    | (0–1) Jegyzőkönyv | Ronaldo 35' |

| Lokomotiv Stadion, Moszkva Játékvezető: Claude Colombo (francia) |

### D csoport
| Hely. | Csapat              | M | Gy | D | V | G+ | G– | Gk | P  | Továbbjutás                                |     | MUN | JUV | BSL | DEP |
| ----- | ------------------- | - | -- | - | - | -- | -- | -- | -- | ------------------------------------------ | --- | --- | --- | --- | --- |
| 1.    | Manchester United   | 6 | 4  | 1 | 1 | 11 | 5  | +6 | 13 | Továbbjutott az egyenes kieséses szakaszba |     | —   | 2–1 | 1–1 | 2–0 |
| 2.    | Juventus            | 6 | 2  | 1 | 3 | 11 | 11 | 0  | 7  | Továbbjutott az egyenes kieséses szakaszba |     | 0–3 | —   | 4–0 | 3–2 |
| 3.    | Basel               | 6 | 2  | 1 | 3 | 5  | 10 | −5 | 7  |                                            |     | 1–3 | 2–1 | —   | 1–0 |
| 4.    | Deportivo La Coruña | 6 | 2  | 1 | 3 | 7  | 8  | −1 | 7  |                                            | 2–0 | 2–2 | 1–0 | —   |     |

| 2002. november 26. 20:45 |

| FC Basel   | 1–3               | Manchester United                   |
| ---------- | ----------------- | ----------------------------------- |
| Giménez 1' | (1–0) Jegyzőkönyv | Van Nistelrooy 62' 63' Solskjær 68' |

| St. Jakob-Park, Basel Nézőszám: 35 000 Játékvezető: Valentin Ivanov (orosz) |

| 2002. november 26. 20:45 |

| Deportivo La Coruña   | 2–2               | Juventus                  |
| --------------------- | ----------------- | ------------------------- |
| Tristán 9' Makaay 11' | (2–1) Jegyzőkönyv | Birindelli 38' Nedvěd 57' |

| Estadio Riazor, A Coruña Nézőszám: 32 000 Játékvezető: Herbert Fandel (német) |

| 2002. december 11. 20:45 |

| Juventus                                                          | 4–0               | FC Basel |
| ----------------------------------------------------------------- | ----------------- | -------- |
| Trezeguet 3' Montero 34' Tacchinardi 43' Del Piero 51' (11-esből) | (3–0) Jegyzőkönyv |          |

| Stadio delle Alpi, Torino Nézőszám: 22 639 Játékvezető: Lucílio Batista (portugál) |

| 2002. december 11. 20:45 |

| Manchester United     | 2–0               | Deportivo La Coruña |
| --------------------- | ----------------- | ------------------- |
| Van Nistelrooy 7' 55' | (1–0) Jegyzőkönyv |                     |

| Old Trafford, Manchester Nézőszám: 67 014 Játékvezető: Terje Hauge (norvég) |

| 2003. február 19. 20:45 |

| Manchester United           | 2–1               | Juventus     |
| --------------------------- | ----------------- | ------------ |
| Brown 4' Van Nistelrooy 85' | (1–0) Jegyzőkönyv | Nedvěd 90+2' |

| Old Trafford, Manchester Nézőszám: 66 703 Játékvezető: Kim Milton Nielsen (dán) |

| 2003. február 19. 20:45 |

| FC Basel     | 1–0               | Deportivo La Coruña |
| ------------ | ----------------- | ------------------- |
| H. Yakin 30' | (1–0) Jegyzőkönyv |                     |

| St. Jakob-Park, Basel Nézőszám: 29 031 Játékvezető: René Temmink (holland) |

| 2003. február 25. 20:45 |

| Juventus | 0–3               | Manchester United                |
| -------- | ----------------- | -------------------------------- |
|          | (0–2) Jegyzőkönyv | Giggs 15' 41' Van Nistelrooy 63' |

| Stadio Delle Alpi, Torino Nézőszám: 59 111 Játékvezető: Markus Merk (német) |

| 2003. február 25. 20:45 |

| Deportivo La Coruña | 1–0               | FC Basel |
| ------------------- | ----------------- | -------- |
| Tristán 4'          | (1–0) Jegyzőkönyv |          |

| Estadio Riazor, A Coruña Nézőszám: 27 000 Játékvezető: Stéphane Bré (francia) |

| 2003. március 12. 20:45 |

| Manchester United | 1–1               | FC Basel    |
| ----------------- | ----------------- | ----------- |
| G. Neville 53'    | (0–1) Jegyzőkönyv | Giménez 14' |

| Old Trafford, Manchester Nézőszám: 66 870 Játékvezető: Claus Bo Larsen (dán) |

| 2003. március 12. 20:45 |

| Juventus                              | 3–2               | Deportivo La Coruña    |
| ------------------------------------- | ----------------- | ---------------------- |
| Ferrara 13' Trezeguet 63' Tudor 90+3' | (1–1) Jegyzőkönyv | Tristán 34' Makaay 52' |

| Stadio delle Alpi, Torino Nézőszám: 25 070 Játékvezető: Anders Frisk (svéd) |

| 2003. március 18. 20:45 |

| FC Basel                     | 2–1               | Juventus        |
| ---------------------------- | ----------------- | --------------- |
| Cantaluppi 38' Giménez 90+2' | (1–1) Jegyzőkönyv | Tacchinardi 10' |

| St. Jakob-Park, Basel Nézőszám: 30 501 Játékvezető: Wolfgang Stark (német) |

| 2003. március 18. 20:45 |

| Deportivo La Coruña          | 2–0               | Manchester United |
| ---------------------------- | ----------------- | ----------------- |
| Victor 32' Lynch 47' (öngól) | (1–0) Jegyzőkönyv |                   |

| Estadio Riazor, A Coruña Játékvezető: Vladimír Hriňák (szlovák) |